# Foto (tidskrift)

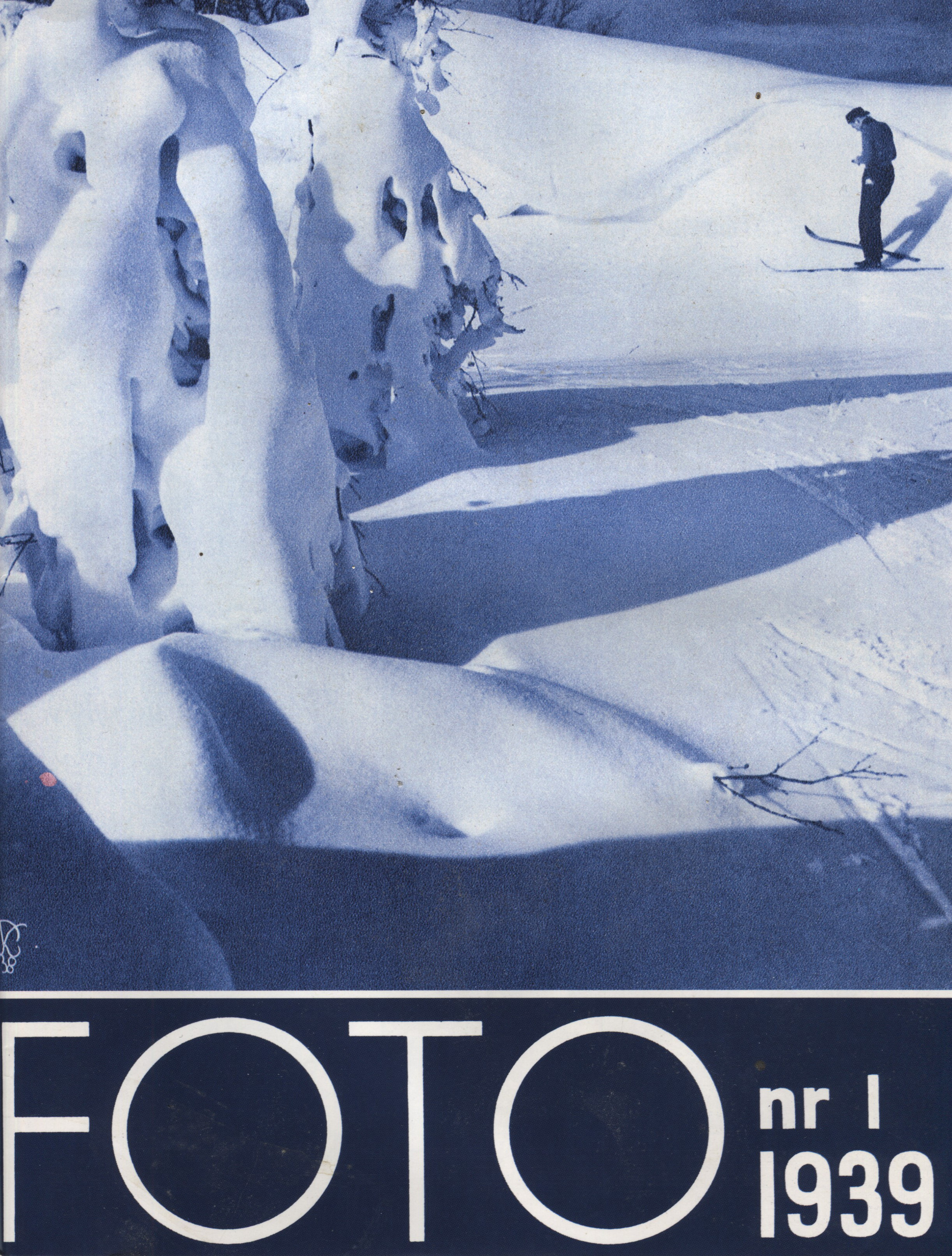
FOTO nr 1, 1939.

FOTO var en svensk tidskrift om fotografi och film. Tidningen gavs ut av förlaget Nordisk Rotogravyr från 1939 och existerade fram till mars 2015.

## Historik
FOTO:s första nummer utgavs i januari 1939 och utkom varje månad. Ett lösnummer kostade 1,24 kr. Omslagets formgivning var enkel, stram funktionalistiskt med ordet "FOTO" i slanka versaler på svart bakgrund som fanns oförändrad kvar fram till 1951. Därefter ändrades logotypen flera gånger. Man kallade sig "Tidskrift för foto och film i Skandinavien". 
Redan i första numret trycktes fotografier i färg. Tidskriftens förste chefredaktör var greve Lennart Bernadotte som innehade befattningen 1939–1953. I första redaktionen satt bland andra amatörfotografen Gustaf Wernersson Cronquist som expert för färgfotografi och arkitekten Ture Sellman som skrev bland annat populära och lärorika artiklar om fotografi och var behjälplig att utvälja tidskriftens bildmaterial.
Å 1992 köptes FOTO av Allers förlag (numera Aller media) som några år tidigare förvärvat Aktuell fotografi, och de två tidningarna slogs samman. Redaktionen var belägen i Helsingborg. Tidningen behandlade både teknisk utrustning och fotografering samt presenterade fotografer från hela världen. FOTO:s siste chefredaktör, Jan Almlöf, tillträdde 1988.
I samband med tidningens 50-årsjubileum 1989 hölls en utställning i Wasahallen på Djurgården i Stockholm, med bilder av legendariske krigsfotografen Robert Capa, tidningens mångårige medarbetare Hasse Persson (under många år Expressens och Dagens Nyheters USA-baserade fotograf) samt Lennart Bernadottes blombilder.
I februari 2014, när tidningen inlett sitt 75-årsjubileum, lämnade Jan Almlöf efter 26 år som chefredaktör. I början av år 2015 meddelade Aller Media att tidningen läggs ned på grund av dålig lönsamhet. Sista numret utgavs i mars 2015. Tidningens 76-åriga historia var därmed slut.